# Gauliga Mittelrhein 1933/34
De Gauliga Mittelrhein 1933/34 was het eerste voetbalkampioenschap van de Gauliga Mittelrhein. De Gauliga werd in 1933 in het leven geroepen als nieuwe hoogste klasse in het Duitse voetbal en had zestien regionale onderverdelingen. Mülheimer SV 06 werd kampioen en plaatste zich voor de eindronde om de Duitse landstitel, waar de club in de groepsfase uitgeschakeld werd.
Aanvankelijk was het de bedoeling om slechts met 10 clubs te spelen, maar er kwam protest van TuRa 1904 Bonn dat graag in de hoogste klasse speelde en het niet terecht vond dat er vijf clubs uit Keulen geselecteerd waren. Op de groene tafel werd besloten om de reeks uit te breiden, echter mocht niet TuRa aantreden, maar een zesde Keulse club (Rhenania).

## Samenstelling
De samenstelling van de Gauliga Mittelrhein kwam als volgt tot stand. De clubs speelden voorheen in de competities van de West-Duitse voetbalbond, behalve de clubs uit Trier die in de competitie van de Zuid-Duitse voetbalbond speelden. 
- vier clubs uit de groep 1 van de Rijncompetitie 1932/33:
  - SpVgg Sülz 07
  - VfR Köln 04 rrh.
  - CfR Köln
  - Bonner FV 01
- drie clubs uit de groep 1 van de Rijncompetitie 1932/33:
  - Mülheimer SV 06
  - Kölner SC 1899
  - SV Rhenania Köln
- twee clubs uit de Middenrijncompetitie 1932/33:
  - Fortuna Kottenheim
  - FV Neuendorf
- één club uit de Rijn-Saarcompetitie 1932/33:
  - SV Eintracht 06 Trier
- Promovendus uit Bezirksklasse Saar 1932/33
  - SV Westmark Trier

## Eindstand
| Plaats | Club                  | Wed. | W  | G | V  | Saldo | Ptn.  |
| ------ | --------------------- | ---- | -- | - | -- | ----- | ----- |
| 1.     | Mülheimer SV 06       | 20   | 13 | 4 | 3  | 52:21 | 30:10 |
| 2.     | VfR 1904 Köln         | 20   | 12 | 3 | 5  | 47:35 | 27:13 |
| 3.     | SpVgg Sülz 07         | 20   | 11 | 4 | 5  | 62:35 | 26:14 |
| 4.     | SV Eintracht 06 Trier | 20   | 11 | 2 | 7  | 44:43 | 24:16 |
| 5.     | Bonner FV 01          | 20   | 9  | 5 | 6  | 49:42 | 23:17 |
| 6.     | SV Westmark 05 Trier  | 20   | 10 | 2 | 8  | 55:35 | 22:18 |
| 7.     | CfR Köln              | 20   | 9  | 3 | 8  | 43:46 | 21:19 |
| 8.     | Kölner SC 1899        | 20   | 5  | 5 | 10 | 35:45 | 15:25 |
| 9.     | FV 1911 Neuendorf     | 20   | 4  | 3 | 13 | 36:62 | 13:27 |
| 10.    | FC Fortuna Kottenheim | 20   | 4  | 3 | 13 | 29:67 | 13:27 |
| 11.    | SV Rhenania Köln      | 20   | 3  | 4 | 13 | 37:58 | 10:30 |

|  | Kampioen, geplaatst voor nationale eindronde |
|  | Degradatie naar Bezirksliga                  |

## Promotie-eindronde
| Plaats | Club              | Wed. | Saldo | Ptn. |
| ------ | ----------------- | ---- | ----- | ---- |
| 1.     | SC Blau-Weiß Köln | 4    | 8:4   | 5:3  |
| 2.     | 1. FC Idar        | 4    | 6:6   | 4:4  |
| 3.     | Kölner BC 01      | 4    | 6:10  | 3:5  |

|  | Promotie naar Gauliga Mittelrhein 1934/35 |